# Elizabeth Fraser
Pour les articles homonymes, voir Fraser, Liz Fraser et Elisabeth Fraser.
Elizabeth Davidson Fraser est une chanteuse britannique née le 29 août 1963 à Grangemouth, près de Falkirk en Écosse. Elle est particulièrement connue pour sa voix éthérée qui a été la marque de fabrique du groupe Cocteau Twins dans les années 1980. Fraser a une tessiture vocale de soprano.
Sa voix est considérée comme un instrument à part entière. En la qualifiant, certains journalistes l'ont baptisée « La voix de Dieu, » ou encore « La voix de Dieu ressuscité ». Fraser est aussi bien connue pour son perfectionnisme,.
Les paroles de Fraser s’étendent de l'anglais simple – et clair – à des phrases semi-compréhensibles, pour certains de ses disques. Ses mots forment alors une langue inventée, où les termes sont choisis pour leur texture plutôt que leur sens, et les adjectifs qui reviennent le plus souvent sous la plume des journalistes dans les pages critiques d'art et musique sont : « éthérée » ou « d'un autre monde ».
Fraser déclare elle-même qu’elle a « aussi utilisé des mots de langue étrangère sans savoir ce qu'ils voulaient dire – les mots acquérant un sens pour [elle] seule, au moment où [elle] les chantait. »

## Biographie
Fraser participe à la fondation du groupe Cocteau Twins avec son ami Robin Guthrie en 1981. Elle devient la chanteuse du groupe et compose aussi certains morceaux. Jeff Buckley fut un temps son petit ami. Elle collabore au projet This Mortal Coil qui réunit plusieurs artistes, dont le groupe d'Elizabeth. Elle interprète entre autres la chanson la plus connue de ce collectif, Song to the Siren, une reprise de Tim Buckley, le père de Jeff Buckley, que l'on peut entendre dans Lost Highway de David Lynch et Lovely Bones de Peter Jackson.
Cocteau Twins se sépare en 1998. La même année Fraser collabore avec Craig Armstrong pour le titre This Love, extrait de l'album The Space Between Us et présent notamment sur la bande-son culte du film Sexe Intentions. Elle collabore également avec Massive Attack sur l'album Mezzanine avec les chansons Teardrop, Black Milk et Group Four, ainsi que sur le morceau Silent Spring, sorti sur la compilation Collected du groupe. En 1999, elle travaille avec Peter Gabriel sur OVO : The Millenium Show.
En 2001 et 2002, elle apparait sur la bande originale des deux premiers volets de la trilogie cinématographique du Seigneur des anneaux : La Communauté de l'anneau et Les Deux Tours, sur les titres Lament For Gandalf et Isengard Unleashed.
En 2005, elle apparaît sur l'album Les Retrouvailles de Yann Tiersen. On peut la voir en enregistrement sur le DVD La Traversée, qui accompagne le CD de Tiersen.

## Discographie
- Garlands (1982)
- Head Over Heels (1983)
- Treasure (1984)
- The Pink Opaque  (1985, compilation)
- Tiny Dynamine / Echoes in a Shallow Bay  (1985, compilation de deux EP)
- Victorialand  (1986)
- The Moon and the Melodies (1986, collaboration avec Harold Budd)
- Blue Bell Knoll  (1988)
- Heaven or Las Vegas  (1990)
- Cocteau Twins Singles (1991, coffret contenant 10 CD singles, dont un inédit)
- Four-Calendar Café  (1993)
- Milk and Kisses (1996)
- BBC Sessions (1999, compilation)
- Stars and Topsoils (2001, compilation)

## Honneur
L'astéroïde (622398) Fraser porte son nom.